# Paryphoconus nubifer
Paryphoconus nubifer är en tvåvingeart som beskrevs av John William Scott Macfie 1939. Paryphoconus nubifer ingår i släktet Paryphoconus och familjen svidknott. Inga underarter finns listade i Catalogue of Life.